# Rachel Taylor
Rachel Taylor, née dans le Warwickshire, est une personnalité politique britannique du Parti travailliste. Elle est députée pour North Warwickshire and Bedworth depuis 2024.

## Biographie
Rachel Taylor naît et fait ses études dans le Warwickshire. Elle étudie à l'université de Leeds, où elle est vice-présidente pour le bien-être au sein de l'union universitaire. Auparavant, elle a travaillé comme avocate, spécialisée dans le droit des biens, et a contribué à la gestion d'un commerce de détail dans la région du North Warwickshire. Elle a également été arbitre de tennis à Wimbledon,.
Elle siège au North Warwickshire Borough Council, représentant le quartier d'Atherstone Central,, et est élue pour la première fois pour représenter l'un des deux sièges de la circonscription le 4 mai 2023 ; l'autre siège est remporté par Neil Dirveiks, également conseiller municipal travailliste. Elle est sélectionnée pour disputer le nouveau siège de North Warwickshire and Bedworth pour le parti travailliste en décembre 2023.
Elle est députée pour North Warwickshire and Bedworth depuis 2024. PinkNews l'a décrite comme faisant partie des parlementaires LGBTQ+ en 2024.